# Carolyn Waldo
Carolyn Jane Waldo (Montréal, 11 dicembre 1964) è una nuotatrice artistica canadese vincitrice di due medaglie d'oro e una d'argento ai Giochi olimpici.
Nel 1994 è stata introdotta nell'International Swimming Hall of Fame.

## Carriera
Carolyn Waldo iniziò a praticare il nuoto sincronizzato nel 1975 all'età di 11 anni, ottenendo ben presto notevoli risultati in questa disciplina. Si presentò alla prima gara olimpica ufficiale, durante i Giochi di Los Angeles 1984, vincendo una medaglia d'argento nel singolo dopo essere arrivata al secondo posto dietro la statunitense Tracie Ruiz. Si rifece sulla stessa Ruiz vincendo l'oro alle successive Olimpiadi di Seoul 1988, in questa stessa edizione vinse anche un altro oro nel duo insieme a Michelle Cameron.
Si ritirò dalla carriera agonistica dopo Seoul 1988.

## Palmarès
- Giochi olimpici

Los Angeles 1984: argento nel singolo.
Seoul 1988: oro nel singolo e nel duo.
- Campionati mondiali di nuoto

1982 - Guayaquil: bronzo nelle figure.
1986 - Madrid: oro nel singolo, duo, figure e gara a squadre.
- Giochi panamericani

1983 - Caracas: oro nella gara a squadre.
1987 - Indianapolis: argento nella gara a squadre.